# Карранса, Бруно
Хосе Бруно Карранса Рамирес (исп. José Bruno Carranza Ramírez, 5 октября 1822, Сан-Хосе (Коста-Рика) — 25 января 1891, Сан-Хосе (Коста-Рика)) — президент Коста-Рики в 1870 году («Временный правитель» после государственного переворота Томаса Гуардии Гутьерреса против президента Хесуса Хименеса).

## Биография
Карранса был сыном Мигеля Каррансы Фернандеса (заместителя начальника штаба с 1838 по 1841 год) и Хоакины Рамирес Гарсия. Он был членом коста-риканской масонской ложи.
В феврале 1840 года Карранса отправился в Гватемалу в сопровождении своего брата Рамона и Хосе Антонио Пинто, чтобы продолжить учебу в университете. Он окончил Университет Сан-Карлос со степенью бакалавра медицины 19 августа 1843 года.
Вернувшись в Коста-Рику, Карранса занялся медицинской практикой как частный врач, а также в госпитале Сан-Хуан-де-Диос, а 29 декабря 1846 года женился на Херониме Монтеалегре Фернандес, сестре будущего президента Коста-Рики Хосе Марии Монтеалегре.
Карранса служил главным инспектором по вакцинации. В 1856 году он отправился в Никарагуа в качестве военного врача во время войны против Уильяма Уокера, но почти сразу был вынужден вернуться из-за отхода коста-риканской армии и эпидемии холеры в войсках.
Помимо работы в качестве врача, Карранса преуспел в журналистике, выпуская несколько газет. Он также участвовал в различных деловых и коммерческих проектах, владел кофейными плантациями, книжным магазином и аптекой.
Во время правления Хуана Рафаэля Моры Карранса несколько раз был депутатом. Он отвечал за дипломатическую миссию в Сальвадор в 1857 году, представлял Сан-Хосе в Учредительном собрании 1869 года, хотя вскоре после избрания ушел с поста. Несколько раз он подвергался преследованиям по политическим мотивам со стороны оппонентов.
Военный переворот 27 апреля 1870 года привел Каррансу к власти с титулом «Временного правителя Республики». Во время его администрации были приняты меры в пользу свободы вероисповедания и принят закон о гарантиях, который впервые в истории Коста-Рики запретил смертную казнь. Были изданы правила, регулирующие государственные учреждения, и проведены выборы в Учредительное собрание.
Главной фигурой кабинета Каррансы, обладателем портфелей министров иностранных дел и культуры, был гватемальский адвокат Лоренсо Монтуфар Ривера, известный своим антиклерикализмом.
Из-за разногласий с главнокомандующим армией Томасом Гуардией Гутьерресом Карранса 8 августа 1870 года подал в отставку, которая была утверждена Конгрессом на следующий день. Его преемником стал сам Гуардия.
Позже Карранса был членом Большого Национального совета и полномочным послом Коста-Рики в Сальвадоре, с которым подписал договор Каррансы-Арбизу.
Карранса умер в своем родном городе 25 января 1891 года.